# Habibpur
Habibpur là một thị trấn thống kê (census town) của quận Bhagalpur thuộc bang Bihar, Ấn Độ.

## Nhân khẩu
Theo điều tra dân số năm 2001 của Ấn Độ, Habibpur có dân số 9360 người. Phái nam chiếm 53% tổng số dân và phái nữ chiếm 47%. Habibpur có tỷ lệ 40% biết đọc biết viết, thấp hơn tỷ lệ trung bình toàn quốc là 59,5%: tỷ lệ cho phái nam là 46%, và tỷ lệ cho phái nữ là 33%. Tại Habibpur, 20% dân số nhỏ hơn 6 tuổi.